# Waitoriki
La ville de Waitoriki est une localité de la région de Taranaki, située dans l’Île du nord de la Nouvelle-Zélande.

## Situation
La ville d’Inglewood est localisée à environ 4,5 km vers le sud-ouest.

## Éducation
L' école de Waitoriki School est une école mixte, assurant tout le primaire (allant de l’année 1 à 8) avec un taux de taux de décile de 4 et un effectif de 21 élèves.
L’école commença à fonctionner au niveau de ‘Wortley Road School’ en 1880.

## Biographie
- Centennial 1880-1980: Waitoriki, Lincoln & Wortley Road Schools, Waitoriki, [N.Z.], Jubilee Committee, [1980], 1980
- « 80th jubilee: Waitoriki, Lincoln and Wortley Road schools, 1880-1960 », Taranaki Daily News, Waitoriki, [N.Z.] ; New Plymouth, [N.Z.], Jubilee Committee, [1960],‎ 1960
- Waitoriki School 125 years, 1880-2005, Waitoriki, [N.Z.], Waitoriki School Jubilee Committee, 2005